# 폴 사이모넌
폴 사이모넌(영어: Paul Simonon, 1955년 12월 15일 ~ )은 더 클래시의 베이시스트로 가장 잘 알려진 영국의 음악가이다. 더 최근의 작품들은 슈퍼그룹인 더 굿, 더 배드 앤 더 퀸에 참여했고 2010년 고릴라즈의 음반 《Plastic Beach》에서 연주했는데, 이 음반에서는 사이모넌이 더 클래시의 기타리스트 믹 존스, 블러의 프런트맨 데이먼 알반과 재회하는 것을 보았고, 사이모넌이 고릴라즈의 Escape to Plastic Beach Tour에서 베이시스트를 맡았다.

## 어린 시절
사이모넌은 서리주 크로이던의 손턴 히스에서 태어났다. 그의 아버지 구스타브는 아마추어 예술가였고 어머니 일레인은 도서관 사서였다. 그는 웨스트 런던의 브릭스톤과 래드브룩그로브 웨스트 런던 지역에서 자랐으며, 그의 어머니와 계부와 함께 이탈리아 시에나와 로마에서 약 1년을 보냈다. 더 클래시에 합류하기 전에 그는 예술가가 되기로 계획했었다. 그는 바이암 쇼 예술 학교(당시 켄싱턴주 캠든 세인트에 소재)에서 장학금을 받으며 공부했다.

## 경력

### 더 클래시
1976년, 프로토펑크 밴드 런던 SS의 멤버였던 믹 존스는 섹스 피스톨즈의 등장에서 영감을 받아 새로운 밴드를 결성하려고 했다. 런던 SS의 매니저 버나드 로즈는 태도와 외모를 이유로, 악기를 다룰 줄 몰랐던 사이모넌을 영입할 것을 추천했다. 존스는 사이모넌에게 기타를 가르치려 했으나 몇 시간 만에 포기하고 대신 베이스를 맡기기로 했다.  6개월 후, 보컬리스트 겸 기타리스트 조 스트러머가 합류하면서 더 클래시의 라인업이 완성되었다. 이후 스트러머는 사이모넌이 라몬즈의 첫 음반을 들으며 베이스 연주를 익혔다고 언급한 바 있다.
사이모넌은 밴드 이름을 고안한 인물로 알려져 있으며, 의상과 무대 배경과 같은 시각적 요소를 주로 담당했다. 그는 밴드의 더블 음반 《London Calling》의 커버 아트에 등장하는데, 이 사진은 1979년 뉴욕 공연 도중 펜더 프레시전 베이스 기타를 내리치며 부수는 그의 모습을 포착한 페니 스미스의 작품이다. 이 이미지는 펑크 시대를 대표하는 상징적인 사진 중 하나로 평가받는다.

## 음반 목록

### 더 클래시
- The Clash (1977년)
- Give 'Em Enough Rope (1978년)
- London Calling (1979년)
- Sandinista! (1980년)
- Combat Rock (1982년)
- Cut the Crap (1985년)

### 고릴라즈
- Plastic Beach (2010년)